# Big air féminin de snowboard aux Jeux olympiques de 2022
Navigation
Pyeongchang 2018 Milan-Cortina 2026
Le big air féminin de snowboard aux Jeux olympiques d'hiver de 2022 a lieu les 14 et 15 février 2022, au Genting Secret Garden de Zhangjiakou. 

## Résultats

### Qualifications
| Rang | Dossard | Ordre | Athlète              | Nationalité      | 1er passage | 2e passage | 3e passage | Total (2 meilleurs) | Notes     |
| ---- | ------- | ----- | -------------------- | ---------------- | ----------- | ---------- | ---------- | ------------------- | --------- |
| 1    | 2       | 4     | Zoi Sadowski-Synnott | Nouvelle-Zélande | 85,50       | 62,25      | 91,00      | 176,50              | Qualifiée |
| 2    | 6       | 17    | Kokomo Murase        | Japon            | 85,00       | 72,75      | 86,00      | 171,00              | Qualifiée |
| 3    | 3       | 2     | Reira Iwabuchi       | Japon            | 83,00       | 75,50      | 11,75      | 158,50              | Qualifiée |
| 4    | 9       | 14    | Laurie Blouin        | Canada           | 68,00       | 67,25      | 88,25      | 156,25              | Qualifiée |
| 5    | 1       | 1     | Miyabi Onitsuka      | Japon            | 80,75       | 72,25      | 73,50      | 154,25              | Qualifiée |
| 6    | 7       | 24    | Anna Gasser          | Autriche         | 73,25       | 62,25      | 80,25      | 153,50              | Qualifiée |
| 7    | 8       | 15    | Tess Coady           | Australie        | 74,00       | 54,75      | 62,25      | 136,25              | Qualifiée |
| 8    | 11      | 25    | Annika Morgan        | Allemagne        | 12,00       | 64,25      | 68,00      | 132,2               | Qualifiée |
| 9    | 30      | 13    | Rong Ge              | Chine            | 10,75       | 64,00      | 65,75      | 129,75              | Qualifiée |
| 10   | 17      | 18    | Jasmine Baird        | Canada           | 69,00       | 60,50      | 69,00      | 129,50              | Qualifiée |
| 11   | 13      | 8     | Melissa Peperkamp    | Pays-Bas         | 60,00       | 68,25      | 58,000     | 128,25              | Qualifiée |
| 12   | 15      | 19    | Hailey Langland      | États-Unis       | 62,00       | 65,50      | 21,25      | 127,50              | Qualifiée |
| 13   | 23      | 9     | Bianca Gisler        | Suisse           | 50,00       | 63,50      | 63,75      | 127,25              |           |
| 14   | 20      | 11    | Šárka Pančochová     | Tchéquie         | 20,75       | 62,75      | 60,25      | 123,00              |           |
| 15   | 4       | 5     | Jamie Anderson       | États-Unis       | 30,00       | 29,50      | 89,75      | 119,75              |           |
| 16   | 22      | 10    | Klaudia Medlová      | Slovaquie        | 62,25       | 51,00      | 29,75      | 113,25              |           |
| 17   | 31      | 12    | Kamilla Kozuback     | Hongrie          | 51,50       | 5,50       | 59,00      | 110,50              |           |
| 18   | 26      | 20    | Urška Pribošič       | Slovénie         | 43,00       | 25,75      | 63,75      | 106,75              |           |
| 19   | 19      | 28    | Courtney Rummel      | États-Unis       | 44,75       | 56,25      | 38,75      | 101,00              |           |
| 20   | 28      | 6     | Carola Niemelä       | Finlande         | 12,75       | 58,50      | 42,25      | 100,75              |           |
| 21   | 10      | 22    | Brooke Voigt         | Canada           | 65,00       | 31,00      | 17,50      | 96,00               |           |
| 22   | 5       | 3     | Enni Rukajärvi       | Finlande         | 25,75       | 17,25      | 63,50      | 89,25               |           |
| 23   | 21      | 16    | Ariane Burri         | Suisse           | 57,75       | 18,75      | 27,25      | 85,00               |           |
| 24   | 16      | 30    | Evy Poppe            | Belgique         | 44,00       | 60,75      | 21,00      | 81,75               |           |
| 25   | 14      | 27    | Katie Ormerod        | Grande-Bretagne  | 14,75       | 60,25      | 9,50       | 69,75               |           |
| 26   | 24      | 7     | Ekaterina Kosova     | ROC              | 17,00       | 46,00      | 10,50      | 63,00               |           |
| 27   | 25      | 29    | Hanne Eilertsen      | Norvège          | 39,75       | 17,50      | 12,75      | 57,25               |           |
| 28   | 29      | 26    | Lea Jugovac          | Croatie          | 9,25        | 15,00      | 10,00      | 24,25               |           |
| 29   | 27      | 21    | Lucile Lefevre       | France           | 19,00       | 15,00      | 20,00      | 20,00               |           |
| -    | 12      | 23    | Julia Marino         | États-Unis       | Forfait     | Forfait    | Forfait    | Forfait             |           |

### Finale
| Rang                                | Dossard | Ordre | Athlète              | Nationalité      | 1er passage | 2e passage | 3e passage | Total (2 meilleurs) |
| ----------------------------------- | ------- | ----- | -------------------- | ---------------- | ----------- | ---------- | ---------- | ------------------- |
| Médaille d'or, Jeux olympiques      | 7       | 7     | Anna Gasser          | Autriche         | 90,00       | 86,75      | 95,50      | 185,50              |
| Médaille d'argent, Jeux olympiques  | 2       | 12    | Zoi Sadowski-Synnott | Nouvelle-Zélande | 93,25       | 83,75      | 30,25      | 177,00              |
| Médaille de bronze, Jeux olympiques | 6       | 11    | Kokomo Murase        | Japon            | 80,00       | 91,50      | 12,00      | 171,50              |
| 4                                   | 3       | 10    | Reira Iwabuchi       | Japon            | 83,75       | 82,25      | 37,00      | 166,00              |
| 5                                   | 30      | 4     | Rong Ge              | Chine            | 29,00       | 85,75      | 74,25      | 160,00              |
| 6                                   | 13      | 2     | Melissa Peperkamp    | Pays-Bas         | 64,25       | 72,00      | 69,75      | 141,75              |
| 7                                   | 17      | 3     | Jasmine Baird        | Canada           | 68,75       | 48,75      | 61,25      | 130,00              |
| 8                                   | 9       | 9     | Laurie Blouin        | Canada           | 13,50       | 86,25      | 28,75      | 115,00              |
| 9                                   | 8       | 6     | Tess Coady           | Australie        | 85,00       | 29,75      | 8,50       | 114,75              |
| 10                                  | 11      | 5     | Annika Morgan        | Allemagne        | 15,50       | 73,50      | 14,50      | 88,00               |
| 11                                  | 1       | 8     | Miyabi Onitsuka      | Japon            | 9,50        | 54,50      | 10,75      | 65,25               |
| 12                                  | 15      | 1     | Hailey Langland      | États-Unis       | 25,25       | 31,00      | 22,25      | 56,25               |